# کوندو کویاما
کوندو کویاما (انگلیسی: Kundō Koyama؛ زادهٔ ۲۳ ژوئن ۱۹۶۴) نویسنده، فیلم‌نامه‌نویس، و ترانه‌پرداز اهل ژاپن است.